# Etaper i Vuelta a España 2011
Etaperne i Vuelta a España 2011 strækker sig over 21 etaper (med 2 hviledage) fra d. 20. august til og med d. 11. september.

## 1. etape
20. august 2011 — Benidorm, 13,5 km holdtidskørsel (TTT)
|    | Hold                | Tid   |
| -- | ------------------- | ----- |
| 1  | Team Leopard-Trek   | 16.30 |
| 2  | Liquigas-Cannondale | + 4   |
| 3  | HTC-Highroad        | + 9   |
| 4  | Astana Pro Team     | + 10  |
| 5  | Movistar Team       | + 14  |
| 6  | Quick Step          | + 15  |
| 7  | Skil-Shimano        | + 18  |
| 8  | Omega Pharma-Lotto  | + 18  |
| 9  | Garmin-Cervélo      | + 25  |
| 10 | Team Katusha        | + 25  |

|    | Rytter                  | Hold                | Tid   |
| -- | ----------------------- | ------------------- | ----- |
| 1  | Jakob Fuglsang (DEN)    | Team Leopard-Trek   | 16.30 |
| 2  | Fabian Cancellara (SUI) | Team Leopard-Trek   | + 0   |
| 3  | Maxime Monfort (BEL)    | Team Leopard-Trek   | + 0   |
| 4  | Thomas Rohregger (AUT)  | Team Leopard-Trek   | + 0   |
| 5  | Daniele Bennati (ITA)   | Team Leopard-Trek   | + 0   |
| 6  | Peter Sagan (SVK)       | Liquigas-Cannondale | + 4   |
| 7  | Damiano Caruso (ITA)    | Liquigas-Cannondale | + 4   |
| 8  | Eros Capecchi (ITA)     | Liquigas-Cannondale | + 4   |
| 9  | Valerio Agnoli (ITA)    | Liquigas-Cannondale | + 4   |
| 10 | Vincenzo Nibali (ITA)   | Liquigas-Cannondale | + 4   |

## 2. etape
21. august 2011 — La Nucía til Playas de Orihuela, 175,5 km
|    | Rytter                   | Hold               | Tid     |
| -- | ------------------------ | ------------------ | ------- |
| 1  | Christopher Sutton (AUS) | Team Sky           | 4:11.41 |
| 2  | Vicente Reynès (ESP)     | Omega Pharma-Lotto | s.t.    |
| 3  | Marcel Kittel (GER)      | Skil-Shimano       | s.t.    |
| 4  | Tyler Farrar (USA)       | Garmin-Cervélo     | s.t.    |
| 5  | Matti Breschel (DEN)     | Rabobank           | s.t.    |
| 6  | Daniele Bennati (ITA)    | Team Leopard-Trek  | s.t.    |
| 7  | Enrico Gasparotto (ITA)  | Astana Pro Team    | s.t.    |
| 8  | Lloyd Mondory (FRA)      | Ag2r-La Mondiale   | s.t.    |
| 9  | Luca Paolini (ITA)       | Team Katusha       | s.t.    |
| 10 | John Degenkolb (GER)     | HTC-Highroad       | s.t.    |

|    | Rytter                 | Hold                | Tid     |
| -- | ---------------------- | ------------------- | ------- |
| 1  | Daniele Bennati (ITA)  | Team Leopard-Trek   | 4:28.11 |
| 2  | Jakob Fuglsang (DEN)   | Team Leopard-Trek   | + 0     |
| 3  | Maxime Monfort (BEL)   | Team Leopard-Trek   | + 0     |
| 4  | Thomas Rohregger (AUT) | Team Leopard-Trek   | + 0     |
| 5  | Peter Sagan (SVK)      | Liquigas-Cannondale | + 4     |
| 6  | Vincenzo Nibali (ITA)  | Liquigas-Cannondale | + 4     |
| 7  | Eros Capecchi (ITA)    | Liquigas-Cannondale | + 4     |
| 8  | Valerio Agnoli (ITA)   | Liquigas-Cannondale | + 4     |
| 9  | Damiano Caruso (ITA)   | Liquigas-Cannondale | + 4     |
| 10 | John Degenkolb (GER)   | HTC-Highroad        | + 9     |

## 3. etape
22. august 2011 — Petrer til Totana, 163 km
|    | Rytter                  | Hold                | Tid     |
| -- | ----------------------- | ------------------- | ------- |
| 1  | Pablo Lastras (ESP)     | Movistar Team       | 3:58.00 |
| 2  | Sylvain Chavanel (FRA)  | Quick Step          | + 15    |
| 3  | Markel Irizar (ESP)     | Team RadioShack     | + 15    |
| 4  | Ruslan Pidhornyj (UKR)  | Vacansoleil-DCM     | + 15    |
| 5  | Nicolas Roche (IRL)     | Ag2r-La Mondiale    | + 1.43  |
| 6  | Matti Breschel (DEN)    | Rabobank            | + 1.43  |
| 7  | Valerio Agnoli (ITA)    | Liquigas-Cannondale | + 1.43  |
| 8  | Francesco Gavazzi (ITA) | Lampre-ISD          | + 1.43  |
| 9  | Enrico Gasparotto (ITA) | Astana Pro Team     | + 1.43  |
| 10 | Jan Bakelants (BEL)     | Omega Pharma-Lotto  | + 1.43  |

|    | Rytter                    | Hold                | Tid     |
| -- | ------------------------- | ------------------- | ------- |
| 1  | Pablo Lastras (ESP)       | Movistar Team       | 8:25.59 |
| 2  | Sylvain Chavanel (FRA)    | Quick Step          | + 20    |
| 3  | Markel Irizar (ESP)       | Team RadioShack     | + 1.08  |
| 4  | Ruslan Pidhornyj (UKR)    | Vacansoleil-DCM     | + 1.24  |
| 5  | Jakob Fuglsang (DEN)      | Team Leopard-Trek   | + 1.55  |
| 6  | Maxime Monfort (BEL)      | Team Leopard-Trek   | + 1.55  |
| 7  | Vincenzo Nibali (ITA)     | Liquigas-Cannondale | + 1.59  |
| 8  | Valerio Agnoli (ITA)      | Liquigas-Cannondale | + 1.59  |
| 9  | Eros Capecchi (ITA)       | Liquigas-Cannondale | + 1.59  |
| 10 | Kanstantsin Siutsou (BLR) | HTC-Highroad        | + 2.04  |

## 4. etape
23. august 2011 — Baza til Sierra Nevada, 170,2 km
|    | Rytter                      | Hold               | Tid     |
| -- | --------------------------- | ------------------ | ------- |
| 1  | Daniel Moreno (ESP)         | Team Katusha       | 4:51.53 |
| 2  | Chris Anker Sørensen (DEN)  | Saxo Bank-SunGard  | + 3     |
| 3  | Daniel Martin (IRL)         | Garmin-Cervélo     | + 11    |
| 4  | Joaquim Rodríguez (ESP)     | Team Katusha       | + 11    |
| 5  | Przemysław Niemiec (POL)    | Lampre-ISD         | + 11    |
| 6  | Sergej Lagutin (UZB)        | Vacansoleil-DCM    | + 11    |
| 7  | Jurgen Van Den Broeck (BEL) | Omega Pharma-Lotto | + 11    |
| 8  | Wout Poels (NED)            | Vacansoleil-DCM    | + 11    |
| 9  | Michele Scarponi (ITA)      | Lampre-ISD         | + 11    |
| 10 | Bauke Mollema (NED)         | Rabobank           | + 11    |

|    | Rytter                    | Hold                | Tid      |
| -- | ------------------------- | ------------------- | -------- |
| 1  | Sylvain Chavanel (FRA)    | Quick Step          | 13:19.09 |
| 2  | Daniel Moreno (ESP)       | Team Katusha        | + 43     |
| 3  | Jakob Fuglsang (DEN)      | Team Leopard-Trek   | + 49     |
| 4  | Maxime Monfort (BEL)      | Team Leopard-Trek   | + 49     |
| 5  | Vincenzo Nibali (ITA)     | Liquigas-Cannondale | + 53     |
| 6  | Kanstantsin Siutsou (BLR) | HTC-Highroad        | + 58     |
| 7  | Fredrik Kessiakoff (SWE)  | Astana Pro Team     | + 59     |
| 8  | Sergio Pardilla (ESP)     | Movistar Team       | + 1.03   |
| 9  | Marzio Bruseghin (ITA)    | Movistar Team       | + 1.03   |
| 10 | Kevin Seeldraeyers (BEL)  | Quick Step          | + 1.04   |

## 5. etape
24. august 2011 — Sierra Nevada til Valdepeñas de Jaén, 187 km
|    | Rytter                      | Hold               | Tid     |
| -- | --------------------------- | ------------------ | ------- |
| 1  | Joaquim Rodríguez (ESP)     | Team Katusha       | 4:42.54 |
| 2  | Wout Poels (NED)            | Vacansoleil-DCM    | + 4     |
| 3  | Daniel Moreno (ESP)         | Team Katusha       | + 5     |
| 4  | Bauke Mollema (NED)         | Rabobank           | + 7     |
| 5  | Michele Scarponi (ITA)      | Lampre-ISD         | + 7     |
| 6  | Haimar Zubeldia (ESP)       | Team RadioShack    | + 7     |
| 7  | Jakob Fuglsang (DEN)        | Team Leopard-Trek  | + 7     |
| 8  | Nicolas Roche (IRL)         | Ag2r-La Mondiale   | + 7     |
| 9  | Jurgen Van Den Broeck (BEL) | Omega Pharma-Lotto | + 7     |
| 10 | Fredrik Kessiakoff (SWE)    | Astana Pro Team    | + 7     |

|    | Rytter                      | Hold                | Tid      |
| -- | --------------------------- | ------------------- | -------- |
| 1  | Sylvain Chavanel (FRA)      | Quick Step          | 18:02.34 |
| 2  | Daniel Moreno (ESP)         | Team Katusha        | + 9      |
| 3  | Joaquim Rodríguez (ESP)     | Team Katusha        | + 23     |
| 4  | Jakob Fuglsang (DEN)        | Team Leopard-Trek   | + 25     |
| 5  | Vincenzo Nibali (ITA)       | Liquigas-Cannondale | + 33     |
| 6  | Fredrik Kessiakoff (SWE)    | Astana Pro Team     | + 35     |
| 7  | Maxime Monfort (BEL)        | Team Leopard-Trek   | + 38     |
| 8  | Jurgen Van Den Broeck (BEL) | Omega Pharma-Lotto  | + 43     |
| 9  | Sergio Pardilla (ESP)       | Movistar Team       | + 43     |
| 10 | Marzio Bruseghin (ITA)      | Movistar Team       | + 52     |

## 6. etape
25. august 2011 — Úbeda til Córdoba, 196,8 km
|    | Rytter                  | Hold                | Tid     |
| -- | ----------------------- | ------------------- | ------- |
| 1  | Peter Sagan (SVK)       | Liquigas-Cannondale | 4:38.22 |
| 2  | Pablo Lastras (ESP)     | Movistar Team       | s.t.    |
| 3  | Valerio Agnoli (ITA)    | Liquigas-Cannondale | s.t.    |
| 4  | Vincenzo Nibali (ITA)   | Liquigas-Cannondale | s.t.    |
| 5  | Eros Capecchi (ITA)     | Liquigas-Cannondale | + 3     |
| 6  | Jakob Fuglsang (DEN)    | Team Leopard-Trek   | + 17    |
| 7  | Joaquim Rodríguez (ESP) | Team Katusha        | + 17    |
| 8  | Marzio Bruseghin (ITA)  | Movistar Team       | + 17    |
| 9  | David Moncoutié (FRA)   | Cofidis             | + 17    |
| 10 | Sylvain Chavanel (FRA)  | Quick Step          | + 17    |

|    | Rytter                      | Hold                | Tid      |
| -- | --------------------------- | ------------------- | -------- |
| 1  | Sylvain Chavanel (FRA)      | Quick Step          | 22:41.13 |
| 2  | Daniel Moreno (ESP)         | Team Katusha        | + 15     |
| 3  | Vincenzo Nibali (ITA)       | Liquigas-Cannondale | + 16     |
| 4  | Joaquim Rodríguez (ESP)     | Team Katusha        | + 23     |
| 5  | Jakob Fuglsang (DEN)        | Team Leopard-Trek   | + 25     |
| 6  | Fredrik Kessiakoff (SWE)    | Astana Pro Team     | + 41     |
| 7  | Maxime Monfort (BEL)        | Team Leopard-Trek   | + 44     |
| 8  | Jurgen Van Den Broeck (BEL) | Omega Pharma-Lotto  | + 49     |
| 9  | Sergio Pardilla (ESP)       | Movistar Team       | + 49     |
| 10 | Marzio Bruseghin (ITA)      | Movistar Team       | + 52     |

## 7. etape
26. august 2011 — Almadén til Talavera de la Reina, 187,6 km
|    | Rytter                    | Hold                | Tid     |
| -- | ------------------------- | ------------------- | ------- |
| 1  | Marcel Kittel (GER)       | Skil-Shimano        | 4:47.59 |
| 2  | Peter Sagan (SVK)         | Liquigas-Cannondale | s.t.    |
| 3  | Óscar Freire (ESP)        | Rabobank            | s.t.    |
| 4  | Daniele Bennati (ITA)     | Team Leopard-Trek   | s.t.    |
| 5  | Lloyd Mondory (FRA)       | Ag2r-La Mondiale    | s.t.    |
| 6  | Juan José Haedo (ARG)     | Saxo Bank-SunGard   | s.t.    |
| 7  | Tom Veelers (NED)         | Skil-Shimano        | s.t.    |
| 8  | Alessandro Petacchi (ITA) | Lampre-ISD          | s.t.    |
| 9  | Enrico Gasparotto (ITA)   | Astana Pro Team     | s.t.    |
| 10 | Leigh Howard (AUS)        | HTC-Highroad        | s.t.    |

|    | Rytter                      | Hold                | Tid      |
| -- | --------------------------- | ------------------- | -------- |
| 1  | Sylvain Chavanel (FRA)      | Quick Step          | 27:29.12 |
| 2  | Daniel Moreno (ESP)         | Team Katusha        | + 15     |
| 3  | Vincenzo Nibali (ITA)       | Liquigas-Cannondale | + 16     |
| 4  | Joaquim Rodríguez (ESP)     | Team Katusha        | + 23     |
| 5  | Jakob Fuglsang (DEN)        | Team Leopard-Trek   | + 25     |
| 6  | Fredrik Kessiakoff (SWE)    | Astana Pro Team     | + 41     |
| 7  | Maxime Monfort (BEL)        | Team Leopard-Trek   | + 44     |
| 8  | Jurgen Van Den Broeck (BEL) | Omega Pharma-Lotto  | + 49     |
| 9  | Sergio Pardilla (ESP)       | Movistar Team       | + 49     |
| 10 | Marzio Bruseghin (ITA)      | Movistar Team       | + 52     |

## 8. etape
27. august 2011 — Talavera de la Reina til San Lorenzo de El Escorial, 177,3 km
|    | Rytter                      | Hold               | Tid     |
| -- | --------------------------- | ------------------ | ------- |
| 1  | Joaquim Rodríguez (ESP)     | Team Katusha       | 4:49.01 |
| 2  | Michele Scarponi (ITA)      | Lampre-ISD         | + 9     |
| 3  | Bauke Mollema (NED)         | Rabobank           | + 10    |
| 4  | Jurgen Van Den Broeck (BEL) | Omega Pharma-Lotto | + 10    |
| 5  | Jakob Fuglsang (DEN)        | Team Leopard-Trek  | + 12    |
| 6  | Igor Antón (ESP)            | Euskaltel-Euskadi  | + 15    |
| 7  | Nicolas Roche (IRL)         | Ag2r-La Mondiale   | + 16    |
| 8  | Denis Mensjov (RUS)         | Geox-TMC           | + 16    |
| 9  | Daniel Martin (IRL)         | Garmin-Cervélo     | + 16    |
| 10 | Fredrik Kessiakoff (SWE)    | Astana Pro Team    | + 16    |

|    | Rytter                      | Hold                | Tid      |
| -- | --------------------------- | ------------------- | -------- |
| 1  | Joaquim Rodríguez (ESP)     | Team Katusha        | 32:18.16 |
| 2  | Daniel Moreno (ESP)         | Team Katusha        | + 32     |
| 3  | Jakob Fuglsang (DEN)        | Team Leopard-Trek   | + 34     |
| 4  | Vincenzo Nibali (ITA)       | Liquigas-Cannondale | + 45     |
| 5  | Michele Scarponi (ITA)      | Lampre-ISD          | + 51     |
| 6  | Fredrik Kessiakoff (SWE)    | Astana Pro Team     | + 54     |
| 7  | Jurgen Van Den Broeck (BEL) | Omega Pharma-Lotto  | + 56     |
| 8  | Sylvain Chavanel (FRA)      | Quick Step          | + 1.00   |
| 9  | Bauke Mollema (NED)         | Rabobank            | + 1.00   |
| 10 | Maxime Monfort (BEL)        | Team Leopard-Trek   | + 1.01   |

## 9. etape
28. august 2011 — Villacastín til Sierra de Béjar. La Covatilla, 183 km
|    | Rytter                   | Hold                | Tid     |
| -- | ------------------------ | ------------------- | ------- |
| 1  | Daniel Martin (IRL)      | Garmin-Cervélo      | 4:52.14 |
| 2  | Bauke Mollema (NED)      | Rabobank            | s.t.    |
| 3  | Juan José Cobo (ESP)     | Geox-TMC            | + 3     |
| 4  | Bradley Wiggins (GBR)    | Team Sky            | + 4     |
| 5  | Chris Froome (GBR)       | Team Sky            | + 7     |
| 6  | Vincenzo Nibali (ITA)    | Liquigas-Cannondale | + 11    |
| 7  | Rein Taaramäe (EST)      | Cofidis             | + 12    |
| 8  | Denis Mensjov (RUS)      | Geox-TMC            | + 12    |
| 9  | Haimar Zubeldia (ESP)    | Team RadioShack     | + 12    |
| 10 | Fredrik Kessiakoff (SWE) | Astana Pro Team     | + 12    |

|    | Rytter                      | Hold                | Tid      |
| -- | --------------------------- | ------------------- | -------- |
| 1  | Bauke Mollema (NED)         | Rabobank            | 37:11.17 |
| 2  | Joaquim Rodríguez (ESP)     | Team Katusha        | + 1      |
| 3  | Vincenzo Nibali (ITA)       | Liquigas-Cannondale | + 9      |
| 4  | Fredrik Kessiakoff (SWE)    | Astana Pro Team     | + 18     |
| 5  | Jurgen Van Den Broeck (BEL) | Omega Pharma-Lotto  | + 27     |
| 6  | Daniel Moreno (ESP)         | Team Katusha        | + 35     |
| 7  | Jakob Fuglsang (DEN)        | Team Leopard-Trek   | + 37     |
| 8  | Kevin Seeldraeyers (BEL)    | Quick Step          | + 42     |
| 9  | Haimar Zubeldia (ESP)       | Team RadioShack     | + 42     |
| 10 | Juan José Cobo (ESP)        | Geox-TMC            | + 46     |

## 10. etape
29. august 2011 — Salamanca, 47 km enkeltstart (ITT)
|    | Rytter                  | Hold              | Tid    |
| -- | ----------------------- | ----------------- | ------ |
| 1  | Tony Martin (GER)       | HTC-Highroad      | 55.54  |
| 2  | Chris Froome (GBR)      | Team Sky          | + 59   |
| 3  | Bradley Wiggins (GBR)   | Team Sky          | + 1.22 |
| 4  | Fabian Cancellara (SUI) | Team Leopard-Trek | + 1.27 |
| 5  | Taylor Phinney (USA)    | BMC Racing Team   | + 1.33 |
| 6  | Jakob Fuglsang (DEN)    | Team Leopard-Trek | + 1.37 |
| 7  | Tiago Machado (POR)     | Team RadioShack   | + 1.54 |
| 8  | Janez Brajkovič (SLO)   | Team RadioShack   | + 1.56 |
| 9  | Luis León Sánchez (ESP) | Rabobank          | + 2.02 |
| 10 | Maxime Monfort (BEL)    | Team Leopard-Trek | + 2.06 |

|    | Rytter                   | Hold                | Tid      |
| -- | ------------------------ | ------------------- | -------- |
| 1  | Chris Froome (GBR)       | Team Sky            | 38:09.13 |
| 2  | Jakob Fuglsang (DEN)     | Team Leopard-Trek   | + 12     |
| 3  | Bradley Wiggins (GBR)    | Team Sky            | + 20     |
| 4  | Vincenzo Nibali (ITA)    | Liquigas-Cannondale | + 31     |
| 5  | Fredrik Kessiakoff (SWE) | Astana Pro Team     | + 34     |
| 6  | Maxime Monfort (BEL)     | Team Leopard-Trek   | + 59     |
| 7  | Bauke Mollema (NED)      | Rabobank            | + 1.07   |
| 8  | Juan José Cobo (ESP)     | Geox-TMC            | + 1.47   |
| 9  | Janez Brajkovič (SLO)    | Team RadioShack     | + 2.04   |
| 10 | Haimar Zubeldia (ESP)    | Team RadioShack     | + 2.13   |

## 11. etape
31. august 2011 — Verín til Estación de Esquí Alto de la Manzaneda, 167 km
|    | Rytter                  | Hold                   | Tid     |
| -- | ----------------------- | ---------------------- | ------- |
| 1  | David Moncoutié (FRA)   | Cofidis                | 4:38.00 |
| 2  | Beñat Intxausti (ESP)   | Movistar Team          | + 1.18  |
| 3  | Luis León Sánchez (ESP) | Rabobank               | + 1.18  |
| 4  | Mathias Frank (SUI)     | BMC Racing Team        | + 1.36  |
| 5  | Sérgio Paulinho (POR)   | Team RadioShack        | + 1.43  |
| 6  | Matteo Montaguti (ITA)  | Ag2r-La Mondiale       | + 2.29  |
| 7  | Amets Txurruka (ESP)    | Euskaltel-Euskadi      | + 2.29  |
| 8  | Aitor Pérez (ESP)       | Lampre-ISD             | + 2.55  |
| 9  | Joaquim Rodríguez (ESP) | Team Katusha           | + 3.01  |
| 10 | David Bernabeu (ESP)    | Andalucía-Caja Granada | + 3.08  |

|    | Rytter                   | Hold                | Tid      |
| -- | ------------------------ | ------------------- | -------- |
| 1  | Bradley Wiggins (GBR)    | Team Sky            | 42:50.41 |
| 2  | Chris Froome (GBR)       | Team Sky            | + 7      |
| 3  | Vincenzo Nibali (ITA)    | Liquigas-Cannondale | + 11     |
| 4  | Fredrik Kessiakoff (SWE) | Astana Pro Team     | + 14     |
| 5  | Jakob Fuglsang (DEN)     | Team Leopard-Trek   | + 19     |
| 6  | Bauke Mollema (NED)      | Rabobank            | + 47     |
| 7  | Maxime Monfort (BEL)     | Team Leopard-Trek   | + 1.06   |
| 8  | Juan José Cobo (ESP)     | Geox-TMC            | + 1.27   |
| 9  | Haimar Zubeldia (ESP)    | Team RadioShack     | + 1.53   |
| 10 | Janez Brajkovič (SLO)    | Team RadioShack     | + 2.00   |

## 12. etape
1. september 2011 — Ponteareas til Pontevedra, 167,3 km
|    | Rytter                    | Hold                | Tid     |
| -- | ------------------------- | ------------------- | ------- |
| 1  | Peter Sagan (SVK)         | Liquigas-Cannondale | 4:03.01 |
| 2  | John Degenkolb (GER)      | HTC-Highroad        | s.t.    |
| 3  | Daniele Bennati (ITA)     | Team Leopard-Trek   | s.t.    |
| 4  | Alessandro Petacchi (ITA) | Lampre-ISD          | s.t.    |
| 5  | Juan José Haedo (ARG)     | Saxo Bank-SunGard   | s.t.    |
| 6  | Tom Boonen (BEL)          | Quick Step          | s.t.    |
| 7  | Greg Van Avermaet (BEL)   | BMC Racing Team     | s.t.    |
| 8  | Paul Martens (GER)        | Rabobank            | s.t.    |
| 9  | Nikolas Maes (BEL)        | Quick Step          | s.t.    |
| 10 | Lloyd Mondory (FRA)       | Ag2r-La Mondiale    | s.t.    |

|    | Rytter                   | Hold                | Tid      |
| -- | ------------------------ | ------------------- | -------- |
| 1  | Bradley Wiggins (GBR)    | Team Sky            | 46:53.47 |
| 2  | Chris Froome (GBR)       | Team Sky            | + 7      |
| 3  | Fredrik Kessiakoff (SWE) | Astana Pro Team     | + 9      |
| 4  | Vincenzo Nibali (ITA)    | Liquigas-Cannondale | + 10     |
| 5  | Jakob Fuglsang (DEN)     | Team Leopard-Trek   | + 19     |
| 6  | Bauke Mollema (NED)      | Rabobank            | + 36     |
| 7  | Maxime Monfort (BEL)     | Team Leopard-Trek   | + 1.06   |
| 8  | Juan José Cobo (ESP)     | Geox-TMC            | + 1.27   |
| 9  | Haimar Zubeldia (ESP)    | Team RadioShack     | + 1.53   |
| 10 | Janez Brajkovič (SLO)    | Team RadioShack     | + 2.00   |

## 13. etape
2. september 2011 — Sarria til Ponferrada, 158,2 km
|    | Rytter                   | Hold                | Tid     |
| -- | ------------------------ | ------------------- | ------- |
| 1  | Michael Albasini (SUI)   | HTC-Highroad        | 4:19.39 |
| 2  | Eros Capecchi (ITA)      | Liquigas-Cannondale | s.t.    |
| 3  | Daniel Moreno (ESP)      | Team Katusha        | s.t.    |
| 4  | David de la Fuente (ESP) | Geox-TMC            | s.t.    |
| 5  | Nicolas Roche (IRL)      | Ag2r-La Mondiale    | s.t.    |
| 6  | Oliver Zaugg (SUI)       | Team Leopard-Trek   | s.t.    |
| 7  | Ángel Madrazo (ESP)      | Movistar Team       | s.t.    |
| 8  | David Blanco (ESP)       | Geox-TMC            | s.t.    |
| 9  | Mikel Nieve (ESP)        | Euskaltel-Euskadi   | s.t.    |
| 10 | Marc de Maar (CUR)       | Quick Step          | s.t.    |

|    | Rytter                   | Hold                | Tid      |
| -- | ------------------------ | ------------------- | -------- |
| 1  | Bradley Wiggins (GBR)    | Team Sky            | 51:14.59 |
| 2  | Vincenzo Nibali (ITA)    | Liquigas-Cannondale | + 4      |
| 3  | Chris Froome (GBR)       | Team Sky            | + 7      |
| 4  | Fredrik Kessiakoff (SWE) | Astana Pro Team     | + 9      |
| 5  | Jakob Fuglsang (DEN)     | Team Leopard-Trek   | + 19     |
| 6  | Bauke Mollema (NED)      | Rabobank            | + 36     |
| 7  | Maxime Monfort (BEL)     | Team Leopard-Trek   | + 1.04   |
| 8  | Juan José Cobo (ESP)     | Geox-TMC            | + 1.27   |
| 9  | Daniel Moreno (ESP)      | Team Katusha        | + 1.52   |
| 10 | Haimar Zubeldia (ESP)    | Team RadioShack     | + 1.53   |

## 14. etape
3. september 2011 — Astorga til La Farrapona – Lagos de Somiedo, 172,8 km
|    | Rytter                      | Hold               | Tid     |
| -- | --------------------------- | ------------------ | ------- |
| 1  | Rein Taaramäe (EST)         | Cofidis            | 4:39.01 |
| 2  | Juan José Cobo (ESP)        | Geox-TMC           | + 25    |
| 3  | David de la Fuente (ESP)    | Geox-TMC           | + 29    |
| 4  | Wout Poels (NED)            | Vacansoleil-DCM    | + 40    |
| 5  | Bradley Wiggins (GBR)       | Team Sky           | + 45    |
| 6  | Chris Froome (GBR)          | Team Sky           | + 45    |
| 7  | Bauke Mollema (NED)         | Rabobank           | + 45    |
| 8  | Denis Mensjov (RUS)         | Geox-TMC           | + 45    |
| 9  | Mikel Nieve (ESP)           | Euskaltel-Euskadi  | + 55    |
| 10 | Jurgen Van Den Broeck (BEL) | Omega Pharma-Lotto | + 1.00  |

|    | Rytter                      | Hold                | Tid      |
| -- | --------------------------- | ------------------- | -------- |
| 1  | Bradley Wiggins (GBR)       | Team Sky            | 55:54.45 |
| 2  | Chris Froome (GBR)          | Team Sky            | + 7      |
| 3  | Bauke Mollema (NED)         | Rabobank            | + 36     |
| 4  | Juan José Cobo (ESP)        | Geox-TMC            | + 55     |
| 5  | Jakob Fuglsang (DEN)        | Team Leopard-Trek   | + 58     |
| 6  | Fredrik Kessiakoff (SWE)    | Astana Pro Team     | + 1.23   |
| 7  | Vincenzo Nibali (ITA)       | Liquigas-Cannondale | + 1.25   |
| 8  | Maxime Monfort (BEL)        | Team Leopard-Trek   | + 1.37   |
| 9  | Jurgen Van Den Broeck (BEL) | Omega Pharma-Lotto  | + 2.16   |
| 10 | Daniel Moreno (ESP)         | Team Katusha        | + 2.24   |

## 15. etape
4. september 2011 — Avilés til Angliru, 142,2 km
|    | Rytter                  | Hold              | Tid     |
| -- | ----------------------- | ----------------- | ------- |
| 1  | Juan José Cobo (ESP)    | Geox-TMC          | 4:01.56 |
| 2  | Wout Poels (NED)        | Vacansoleil-DCM   | + 48    |
| 3  | Denis Mensjov (RUS)     | Geox-TMC          | + 48    |
| 4  | Chris Froome (GBR)      | Team Sky          | + 48    |
| 5  | Bradley Wiggins (GBR)   | Team Sky          | + 1.21  |
| 6  | Igor Antón (ESP)        | Euskaltel-Euskadi | + 1.21  |
| 7  | Joaquim Rodríguez (ESP) | Team Katusha      | + 1.35  |
| 8  | Maxime Monfort (BEL)    | Team Leopard-Trek | + 1.35  |
| 9  | Bauke Mollema (NED)     | Rabobank          | + 1.35  |
| 10 | Sergej Lagutin (UZB)    | Vacansoleil-DCM   | + 1.35  |

|    | Rytter                      | Hold                | Tid      |
| -- | --------------------------- | ------------------- | -------- |
| 1  | Juan José Cobo (ESP)        | Geox-TMC            | 59:57.16 |
| 2  | Chris Froome (GBR)          | Team Sky            | + 20     |
| 3  | Bradley Wiggins (GBR)       | Team Sky            | + 46     |
| 4  | Bauke Mollema (NED)         | Rabobank            | + 1.36   |
| 5  | Maxime Monfort (BEL)        | Team Leopard-Trek   | + 2.37   |
| 6  | Denis Mensjov (RUS)         | Geox-TMC            | + 3.01   |
| 7  | Jakob Fuglsang (DEN)        | Team Leopard-Trek   | + 3.06   |
| 8  | Vincenzo Nibali (ITA)       | Liquigas-Cannondale | + 3.27   |
| 9  | Jurgen Van Den Broeck (BEL) | Omega Pharma-Lotto  | + 3.58   |
| 10 | Wout Poels (NED)            | Vacansoleil-DCM     | + 4.13   |

## 16. etape
6. september 2011 — Villa Romana La Olmeda, Palencia til Haro, 188,1 km
|    | Rytter                    | Hold               | Tid     |
| -- | ------------------------- | ------------------ | ------- |
| 1  | Juan José Haedo (ARG)     | Saxo Bank-SunGard  | 4:41.56 |
| 2  | Alessandro Petacchi (ITA) | Lampre-ISD         | s.t.    |
| 3  | Daniele Bennati (ITA)     | Team Leopard-Trek  | s.t.    |
| 4  | Vicente Reynès (ESP)      | Omega Pharma-Lotto | s.t.    |
| 5  | Leigh Howard (AUS)        | HTC-Highroad       | + 2     |
| 6  | Koen de Kort (NED)        | Skil-Shimano       | + 2     |
| 7  | Lloyd Mondory (FRA)       | Ag2r-La Mondiale   | + 2     |
| 8  | Nikolas Maes (BEL)        | Quick Step         | + 2     |
| 9  | Christopher Sutton (AUS)  | Team Sky           | + 2     |
| 10 | Juan José Cobo (ESP)      | Geox-TMC           | + 2     |

|    | Rytter                      | Hold                | Tid      |
| -- | --------------------------- | ------------------- | -------- |
| 1  | Juan José Cobo (ESP)        | Geox-TMC            | 64:39.14 |
| 2  | Chris Froome (GBR)          | Team Sky            | + 20     |
| 3  | Bradley Wiggins (GBR)       | Team Sky            | + 51     |
| 4  | Bauke Mollema (NED)         | Rabobank            | + 1.41   |
| 5  | Maxime Monfort (BEL)        | Team Leopard-Trek   | + 2.42   |
| 6  | Denis Mensjov (RUS)         | Geox-TMC            | + 3.06   |
| 7  | Jakob Fuglsang (DEN)        | Team Leopard-Trek   | + 3.08   |
| 8  | Vincenzo Nibali (ITA)       | Liquigas-Cannondale | + 3.49   |
| 9  | Jurgen Van Den Broeck (BEL) | Omega Pharma-Lotto  | + 4.03   |
| 10 | Wout Poels (NED)            | Vacansoleil-DCM     | + 4.18   |

## 17. etape
7. september 2011 — Faustino V til Peña Cabarga, 211 km
|    | Rytter                      | Hold               | Tid     |
| -- | --------------------------- | ------------------ | ------- |
| 1  | Chris Froome (GBR)          | Team Sky           | 4:52.38 |
| 2  | Juan José Cobo (ESP)        | Geox-TMC           | + 1     |
| 3  | Bauke Mollema (NED)         | Rabobank           | + 21    |
| 4  | Daniel Martin (IRL)         | Garmin-Cervélo     | + 24    |
| 5  | Igor Antón (ESP)            | Euskaltel-Euskadi  | + 27    |
| 6  | Mikel Nieve (ESP)           | Euskaltel-Euskadi  | + 27    |
| 7  | Marzio Bruseghin (ITA)      | Movistar Team      | + 29    |
| 8  | Jurgen Van Den Broeck (BEL) | Omega Pharma-Lotto | + 31    |
| 9  | Denis Mensjov (RUS)         | Geox-TMC           | + 31    |
| 10 | Beñat Intxausti (ESP)       | Movistar Team      | + 35    |

|    | Rytter                      | Hold                | Tid      |
| -- | --------------------------- | ------------------- | -------- |
| 1  | Juan José Cobo (ESP)        | Geox-TMC            | 69:31.41 |
| 2  | Chris Froome (GBR)          | Team Sky            | + 13     |
| 3  | Bradley Wiggins (GBR)       | Team Sky            | + 1.41   |
| 4  | Bauke Mollema (NED)         | Rabobank            | + 2.05   |
| 5  | Denis Mensjov (RUS)         | Geox-TMC            | + 3.48   |
| 6  | Maxime Monfort (BEL)        | Team Leopard-Trek   | + 4.13   |
| 7  | Vincenzo Nibali (ITA)       | Liquigas-Cannondale | + 4.31   |
| 8  | Jurgen Van Den Broeck (BEL) | Omega Pharma-Lotto  | + 4.45   |
| 9  | Daniel Moreno (ESP)         | Team Katusha        | + 5.20   |
| 10 | Mikel Nieve (ESP)           | Euskaltel-Euskadi   | + 5.33   |

## 18. etape
8. september 2011 — Solares til Noja, 174,6 km
|    | Rytter                   | Hold               | Tid     |
| -- | ------------------------ | ------------------ | ------- |
| 1  | Francesco Gavazzi (ITA)  | Lampre-ISD         | 4:24.42 |
| 2  | Kristof Vandewalle (BEL) | Quick Step         | s.t.    |
| 3  | Alexandre Geniez (FRA)   | Skil-Shimano       | + 10    |
| 4  | Nico Sijmens (BEL)       | Cofidis            | + 10    |
| 5  | Matteo Montaguti (ITA)   | Ag2r-La Mondiale   | + 10    |
| 6  | Volodymyr Hustov (UKR)   | Saxo Bank-SunGard  | + 10    |
| 7  | Juan José Oroz (ESP)     | Euskaltel-Euskadi  | + 10    |
| 8  | Joaquim Rodríguez (ESP)  | Team Katusha       | + 10    |
| 9  | Robert Kišerlovski (CRO) | Astana Pro Team    | + 10    |
| 10 | Francis De Greef (BEL)   | Omega Pharma-Lotto | + 15    |

|    | Rytter                      | Hold                | Tid      |
| -- | --------------------------- | ------------------- | -------- |
| 1  | Juan José Cobo (ESP)        | Geox-TMC            | 74:04.05 |
| 2  | Chris Froome (GBR)          | Team Sky            | + 13     |
| 3  | Bradley Wiggins (GBR)       | Team Sky            | + 1.41   |
| 4  | Bauke Mollema (NED)         | Rabobank            | + 2.05   |
| 5  | Denis Mensjov (RUS)         | Geox-TMC            | + 3.48   |
| 6  | Maxime Monfort (BEL)        | Team Leopard-Trek   | + 4.13   |
| 7  | Vincenzo Nibali (ITA)       | Liquigas-Cannondale | + 4.31   |
| 8  | Jurgen Van Den Broeck (BEL) | Omega Pharma-Lotto  | + 4.45   |
| 9  | Daniel Moreno (ESP)         | Team Katusha        | + 5.20   |
| 10 | Mikel Nieve (ESP)           | Euskaltel-Euskadi   | + 5.33   |

## 19. etape
9. september 2011 — Noja til Bilbao, 158,5 km
|    | Rytter                     | Hold                | Tid     |
| -- | -------------------------- | ------------------- | ------- |
| 1  | Igor Antón (ESP)           | Euskaltel-Euskadi   | 3:53.34 |
| 2  | Marzio Bruseghin (ITA)     | Movistar Team       | + 41    |
| 3  | Dominik Nerz (GER)         | Liquigas-Cannondale | + 1.30  |
| 4  | Haimar Zubeldia (ESP)      | Team RadioShack     | + 1.30  |
| 5  | Chris Anker Sørensen (DEN) | Saxo Bank-SunGard   | + 1.31  |
| 6  | David de la Fuente (ESP)   | Geox-TMC            | + 1.33  |
| 7  | Jakob Fuglsang (DEN)       | Team Leopard-Trek   | + 1.33  |
| 8  | Vincenzo Nibali (ITA)      | Liquigas-Cannondale | + 1.33  |
| 9  | Eros Capecchi (ITA)        | Liquigas-Cannondale | + 1.33  |
| 10 | Bauke Mollema (NED)        | Rabobank            | + 1.33  |

|    | Rytter                      | Hold                | Tid      |
| -- | --------------------------- | ------------------- | -------- |
| 1  | Juan José Cobo (ESP)        | Geox-TMC            | 77:59.12 |
| 2  | Chris Froome (GBR)          | Team Sky            | + 13     |
| 3  | Bradley Wiggins (GBR)       | Team Sky            | + 1.41   |
| 4  | Bauke Mollema (NED)         | Rabobank            | + 2.03   |
| 5  | Denis Mensjov (RUS)         | Geox-TMC            | + 3.48   |
| 6  | Maxime Monfort (BEL)        | Team Leopard-Trek   | + 4.13   |
| 7  | Vincenzo Nibali (ITA)       | Liquigas-Cannondale | + 4.31   |
| 8  | Jurgen Van Den Broeck (BEL) | Omega Pharma-Lotto  | + 4.45   |
| 9  | Daniel Moreno (ESP)         | Team Katusha        | + 5.20   |
| 10 | Mikel Nieve (ESP)           | Euskaltel-Euskadi   | + 5.33   |